# جبل الطير
قرية جبل الطير هي إحدى القرى التابعة لمركز سمالوط بمحافظة المنيا في جمهورية مصر العربية. حسب إحصاءات سنة 2006، بلغ إجمالي السكان في جبل الطير 10175 نسمة، منهم 5461 رجلا و4714 امرأة.